# Lijst van burgemeesters van Waddinxveen
Dit is een lijst van burgemeesters van de Nederlandse gemeente Waddinxveen in de provincie Zuid-Holland.
Van 1812 tot 1817 was er sprake van een ongedeelde gemeente Waddinxveen. In 1817 ontstonden de afzonderlijke gemeenten Zuid- en Noord-Waddinxveen en Broek c.a. De nieuwe gemeente Waddinxveen ontstond in 1870 toen drie zelfstandige gemeenten werden samengevoegd. Het betrof de gemeenten Noord-Waddinxveen met 1.527 inwoners, Zuid-Waddinxveen met 829 inwoners en Broek met 1.711 inwoners.
| Ambtsperiode | Naam burgemeester | Partij of stroming | Bijzonderheden |
| ------------ | --- | --- | --- |
| ? - 1813     | Jan Rudolph Spille | | maire |
| 1813 - 1816  | Dirk Valk | | schout |
| 1817 - 1870  | Waddinxveen geen aparte gemeente zie lijst van burgemeesters van Noord-Waddinxveen, Zuid-Waddinxveen en Broek, Thuil en 't Weegje | Waddinxveen geen aparte gemeente zie lijst van burgemeesters van Noord-Waddinxveen, Zuid-Waddinxveen en Broek, Thuil en 't Weegje | Waddinxveen geen aparte gemeente zie lijst van burgemeesters van Noord-Waddinxveen, Zuid-Waddinxveen en Broek, Thuil en 't Weegje |
| 1870 - 1887  | Gerret Willem Christiaan van Dort Kroon                                                                                           | | |
| 1887 - 1889  | Raoul Tissot | | |
| 1889 - 1897  | Pieter Rupke | ARP | |
| 1897 - 1910  | Sebo Cornelis Tuijmelaar | | was burgemeester van Aduard |
| 1910 - 1920  | Gerret van Dort Kroon | | |
| 1920 - 1941  | Pieter Arend Troost | | |
| 1941 - 1944  | Hendrik Bastiaan Nicolaas Mumsen                                                                                                  | CHU | |
| 1945         | Chr.J.W.H. Stakenborg | NSB | |
| 1945         | Anne Peter Floris Arnold Jan Albarda                                                                                              | CHU | |
| 1945 - 1947  | Hendrik Bastiaan Nicolaas Mumsen                                                                                                  | CHU | |
| 1947 - 1958  | Abraham Warnaar | ARP | |
| 1958 - 1975  | Cor (C.A.) van der Hooft | ARP | |
| 1976 - 1981  | Bert (A.G.) Smallenbroek | ARP / CDA | |
| 1982 - 1996  | Kees (C.M.) van der Linden | CDA | |
| 1997 - 2004  | Fedde Jonkman | CDA | |
| 2004 - 2009  | Henk (H.C.J.) Roijers | VVD | Waarnemend |
| 2009 - 2017  | Bert (H.P.L.) Cremers | PvdA | |
| 2017 - heden | Evert Jan (E.J.) Nieuwenhuis | SGP | |